# 東京コープ販売
東京コープ販売株式会社（とうきょうコープはんばい）は、かつて存在した日本の不動産会社。1960年代にデラックス・マンションを供給した高級分譲住宅会社の草分け的存在である。

## 概要
東京コープ販売とは宮田慶三郎と3人の息子を中心とした会社であった。専務であり三男の宮田侑（みやた すすむ）は慶應義塾大学在学中より東京コープ販売設立前から企画に参加。常務で長男の宮田甫（みやた はじめ）は日立製作所、同じく常務の宮田了（みやた さとる）は丸善石油を経て1963年から1964年にかけ、それぞれ入社。チームワークで傑作ともいえる分譲アパートを次々と生み出していった。
東京コープ販売の社長であり、大脳生理学の研究から医学博士の肩書きを持つ宮田慶三郎は1906年（明治39年）に北海道の小さな農場主の三男として生まれ、やがて少年期に差し掛かると野心を抱き単身上京。苦学の末に旧制中学を卒業したのち大阪歯科大学へ入学。卒業後は幾つかの研究所に勤務しながら歯科冶金を研究、間もなく鋼に夢中となり、やがて超高質合金を発明、「ミヤタ・ロイ」と名付けられたこの合金は軍需品へと用いられた、その業績を高く評価され、1937年には不二越鋼材工業へ迎えられる。35歳で工場長になるも、程なくして商才を買われ営業部長に抜擢されたが終戦を機に退社。間もなく40歳を機に独立、銀製品の製造販売会社「ケイ・ミヤタ」を興し、占領軍相手にナイフとフォークを販売、1966年当時で日本に於ける銀食器生産量の80％を占めるまでに発展。また1950年には放射能測定機を製造する日本放射線防禦（ぎょ）を設立している。
その経緯で罹病するも、療養中であるのにもかかわらず林髞の下で大脳生理学を学び、研究に没頭するようになっていった。こうして1960年に医学博士となった慶三郎は日本代表としてワシントン大学で開催された国際生理学会に出席する。このワシントン行きでアメリカの高層都市に比べ、平均1.7階といった有り様である東京の町をどうにかして立体化したいとの思いが募り、余生を都市の高層化に捧げることをと決意、そのままヨーロッパを周り、高層アパートを視察、帰国後は直ちに財団法人「中高層建築開発協会」を設立すると、立て続けに集合住宅とビルを造った。
- 渋谷コープ（総工費3億7千万円）
- エンパイア・コープ（総工費5億円）
- 富士コープ（総工費4億円）
- 代々木駅前ビル（総工費1億7千万円）
- 赤坂ハイツ（総工費4億5千万円）
- コープ・スカイ・ビュー（総工費5億円）

以上は全て分譲である。

## コープ・オリンピア
1965年、原宿駅前の表参道沿いに完成する運びとなったコープ・オリンピアとは東京コープ販売にとって初の大事業で建設用地の買収金額を含む総工費が36億円に達し、その規模と設備から東洋一と話題となった。しかし東京五輪後の深刻な不況の真っ只中、完売までには難航するも、1戸1億2千万円である超高級な10戸は全て売れた。慶三郎が提唱する成功へと導く商売の秘訣三か条とは「暴利を取らない」「人の為に尽くす」「アイディア」であり、そして、高層分譲アパートを建てることは「金儲けにあらず、創造することへの楽しみ」と語っている。また息子で東京コープ販売の専務である宮田侑（みやた　すすむ）も「アパートの分譲では一気に儲けようとしないことが肝要、価格を吊り上げ、荒稼ぎしようとすれば売れず、結果として会社にとって命取りとなる。資金を上手に回転させ最低の利潤をあげれればそれでいい。我々は造るのが楽しみで、地球に爪跡を付け、それが後まで残るのが何よりの楽しみ。私共の所は他にも色んな商売をやっており、アパートに関しては事業の一環としてあくまでも楽しみながらやっています。」と語る。ちなみに他の事業とは中華料理店の「南国酒家」、コープ・オリンピア1階にあるスーパーマーケット「オリンピア・フード・ライナー」、「ケイ・ミヤタ」、「日本放射線防禦」などがある。そして慶三郎は「分譲アパートという物は販売してしまえば自分の物ではなくなる、しかし一部分を所有することで店を出したりも出来る、これらの旨味があるからこそ苦しい仕事へも向き合える」と事業家の表情を見せた。
建設用地決定の要旨として、(1)客観的考察のため都心部上空をヘリコプターで飛び自由の立場から選定、空地があるからという概念をすてた。(2)静かな住宅環境を提供するため、バー、キャバレー等のサービス産業のある地を避けた。(3)森林に面していること。(4)美観を主力、交通量の少ない広い道路。(5)国際人の眼を惹く神宮正門前参宮通り。